# Protaso di Milano
Protàso, o Protasio (... – Milano, IV secolo), fu vescovo di Milano, documentato nel 342 e nel 343/344.
È venerato come santo dalla chiesa cattolica che lo ricorda nel martirologio romano alla data del 24 novembre con queste parole: «A Milano, san Protasio, vescovo, che difese presso l'imperatore Costante la causa di sant'Atanasio e partecipò al Concilio di Sardica»

## Biografia
Poche sono le notizie storiche su questo vescovo milanese, il cui nome è legato alle vicende che videro protagonista sant'Atanasio di Alessandria.
Nella sua Apologia ad Constantium imperatorem, Atanasio ricorda come, quando visitò la città di Milano, fu accolto dal vescovo Protaso; questi, assieme ad altri vescovi, fu al suo fianco quando ebbe un incontro con l'imperatore Costante I, che gli comunicò di aver scritto a Costanzo II per convocare un concilio di vescovi dell'Oriente e dell'Occidente. Questo episodio si svolse tra aprile e maggio 342.
Protaso prese parte al concilio di Sardica, celebratosi tra l'autunno 343 e la Pasqua 344, per discutere del caso di Atanasio di Alessandria e degli altri vescovi orientali, condannati in Oriente, ma assolti dai vescovi di Roma. In una serie di documenti conservati da Ilario di Poitiers, si trova anche una lista di vescovi, tra cui figura, in 51º posizione, Protaso di Milano; mentre nella Apologia contra Arianos di Atanasio, il nome di Protaso è menzionato al 12º posto tra quelli che effettivamente parteciparono al concilio.
Il nome di Protaso si trova ancora nella lettera che Atanasio, al termine del concilio di Sardica, inviò ai vescovi e al clero del Mereote (Egitto) per annunciare loro che era stata provata la sua innocenza e per incoraggiarli a resistere all'arianesimo. Il nome del vescovo milanese compare al 52º posto tra le sottoscrizioni di questa lettera.
Le fonti storiche non permettono di sapere se i concili di Milano del 345 e del 347/348, dove venne condannato Fotino di Sirmio, si celebrarono all'epoca di Protaso o del suo successore Eustorgio I.
Protaso era morto già da tempo quando Atanasio scrisse l'Apologia ad Constantium imperatorem nel 357; dopo aver rammentato l'episodio svoltosi nella primavera del 342, l'alessandrino ricorda che diversi vescovi presenti a quell'incontro sono ormai morti, tra cui Protaso e Massimino di Treviri. Infatti, secondo un antico Catalogus archiepiscoporum Mediolanensium, Protaso ebbe come successori Eustorgio I e Dionisio, quest'ultimo attestato come vescovo nel 355. Il medesimo catalogus assegna a Protaso, forse eccessivamente, 25 anni di episcopato e lo dice sepolto il 24 novembre ad Sanctum Victorem.
Alcune cronotassi tradizionali pongono l'episcopato di Protaso successivo a quello di Eustorgio I, assegnandoli come anni di governo il periodo compreso tra il 331 e il 352.
Una tradizione medievale, che non ha fondamenti storici, associa Protaso all'aristocratica famiglia milanese degli Algisi. A Protaso è anche attribuito un carme per il fonte di San Barnaba, ritenuto un falso del XVI secolo. Al vescovo milanese fu dedicato l'oratorio di San Protaso al Lorenteggio, edificato dai canonici di San Vittore attorno all'anno 1000, e ancora esistente nella periferia di Milano.